# Diable (musique)
Pour les articles homonymes, voir Diable (homonymie).

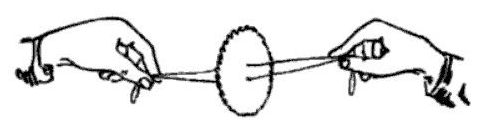
Un diable muni d'encoches afin de faire vrombir l'air.

Un diable est un aérophone à air ambiant utilisé comme accessoire rituel ou comme simple jouet. Il consiste généralement en un disque à deux trous par lesquels passe une ficelle.

## Fonctionnement
En tirant sur deux extrémités de la ficelle avec une fréquence adaptée, le disque se met à tourner dans un sens, puis dans l'autre. Des encoches sur la périphérie du disque favorisent la formation de turbulences, générant un vrombissement ou un sifflement. Bien qu'apparenté, il est d'usage de distinguer le diable du rhombe (ou bullroarer) que l'on fait tournoyer autour de soi au bout d'une ficelle, comme le font les Arapahos, un peuple autochtone des plaines d'Amérique du Nord. En revanche, on peut assimiler le diable à la toupie ou whirligig.

## Utilisations

### Objet de rite
Les premiers diables retrouvés étaient fabriqués en bois, os ou pierre, et datent de la culture Fourche Maline (en), soit 500 ans av. J.-C.

### Jouet
Ce dispositif est également décliné en simple jeu, comme le yoyo, où l'intérêt musical n'est pas recherché.

### Centrifugeuse
Le diable peut atteindre une vitesse de rotation de l'ordre de 125 000 tr/min, comparable à celle d'une centrifugeuse de laboratoire, et peut être utilisé comme telle.